# حكاية الصياد مع العفريت
حكاية الصياد مع العفريت هي إحدى حكايات ألف ليلة وليلة، وتبدأ الحكاية نحو الليلة الثالثة وتستمر حتى الليلة التاسعة حسب النسخة العربية من الكتاب.

## القصص المضمنة
تضم الحكاية بعض القصص المضمنة داخلها، لتشكل «حكاية الصياد مع العفريت» قصة إطارية لها، والقصص هي:
- حكاية الملك يونان والحكيم رويان (في الليلة: 4 - 5)
  - حكاية الملك السندباد والبازي (في الليلة: 5)
  - حكاية الأمير مع الغولة (في الليلة: 5)
- حكاية الأمير المسحور (في الليلة: 7 - 9)